# 畢桂芳
畢桂芳（1865年—20世纪?），字植忱，又作植承。順天府大兴县人。本名桂芳，满族旗籍，民國後乃自承姓毕。清末民初外交官、政治人物。

## 生平
桂芳少时卒业同文馆，后留学俄罗斯帝国，谙习俄文。曾任驻俄国公使随员、直隷知州、北洋洋务局随办、東三省議約随員。1906年，任驻俄国海参崴办理交涉商务员。任内曾多次贴钱帮助袁世凯购买当地药材治病，后任阿爾泰办事大臣。
1912年（民国元年）5月，任駐塔爾巴哈台参賛。1913年（民国2年）7月，袁世凯以毕桂芳娴于俄事，令其護理黑龙江都督兼民政長。1913年10月末，又将毕桂芳调回北京，任总统府高等外交顾问。1915年（民国4年）6月，参与《中俄蒙协约》的谈判。同年10月，管理正蓝旗蒙古新旧营房事務。
奉系军阀张作霖为了扩张势力，曾拉拢黑龙江省陆军第一师师长许兰洲，排挤毕桂芳。1916年5月，张作霖致电袁世凯政府阻止毕桂芳到黑龙江就职，请以许兰洲为黑龙江将军，未果。1916年5月3日朱庆澜奉调晋京，署鎮安右将軍，北京政府特任毕桂芳护理黒龙江将軍兼巡按使（翌月将軍改称督軍），在毕未到任前，由黑龙江省陆军第一师师长许兰洲暂时护理该职。5月19日毕桂芳到任视事。许兰洲在黑龙江盘踞20年已形成势力，对帮办军事的职位十分不满，“倚张作霖为援，素薄桂芳不习军事”，即久欲取黑龙江督军地位而代之。6月6日袁世凯死，7月段祺瑞政府任命毕桂芳为黑龙江省长兼署黑龙江督军。1917年，北京政府曾调张国淦任黑龙江省长，张拒不受任，省长仍由毕桂芳兼任。
1917年5月末，因段祺瑞总理被免职，张作霖联合吉、黑二省和奉天一起宣布独立，当时黑龙江督军毕桂芳持稳健态度，而许兰洲则力逼毕宣布独立，并公然以武力威胁毕桂芳自动辞职。外交官出身的毕桂芳手下无一兵一卒，无力抵抗，表示愿以省长相让，自留督军一席。毕桂芳一面与许兰洲协商周旋，一面电召黑龙江省骑兵第四旅旅长英顺和步兵第二旅旅长巴英额入省自卫。许兰洲发现毕桂芳的缓兵之计后，撕毁协议，限毕桂芳24小时内辞职出境。1917年6月16日，毕桂芳在许兰洲的重大压力下召集军事会议，将黑龙江省长兼督军职权交给许兰洲。6月20日，当毕桂芳行至哈尔滨时，又以督军兼省长名义发电，痛斥许兰洲，表示自己是被迫离职的。22日，拥护毕桂芳的英顺和巴英额通电反对许兰洲，并占领呼兰、海伦一线，在黑龙江形成了两种势力对峙局面，为张作霖乘隙入主黑龙江提供了良机。遭驱逐的毕桂芳踉跄南下，6月29日回到北京，求助于北京政府，但北京政府正陷于激烈的府院之争，已无力过问此事。毕桂芳没有得到支持，黯然退隐。
1918年（民国7年）9月，任安福国会参議院議員。後来，任大总統府高等軍事顧問。1927年（民国16年），在顧維鈞、潘復两内閣中任賑務督办。
此後，畢桂芳的生平不详。

## 著作
- 《外蒙交涉始末记》

### 文獻
- 徐友春主編. . 河北人民出版社. 2007. ISBN 978-7-202-03014-1.
- 劉壽林等編. . 中華書局. 1995. ISBN 7-101-01320-1.

| 前任：宋小濂 | 黒龍江都督（護理）1913年7月 - 10月 | 繼任：朱慶瀾（黒龍江護軍使） |

| 前任：朱慶瀾 | 黒龍江將軍1916年5月 - 6月 | 繼任：（改稱督軍） |

| 前任：（黒龍江將軍） | 黒龍江督軍1916年7月 - 1917年7月 | 繼任：鮑貴卿 |